# Корниенко, Валерий Николаевич
Валерий Николаевич Корниенко (род. 18 октября 1936 года) — советский и российский учёный, специалист в области рентгенохирургических методов диагноститки, академик РАМН (2005), академик РАН (2013).

## Биография
Родился 18 октября 1936 года.
В 1959 году окончил лечебно-профилактический факультет Ростовского-на -Дону медицинского института.
С 1959 по 1962 годы  работал сначала врачом-травматологом, а затем нейрохирургом в Мурманской областной больнице.
В 1967 году защитил кандидатскую диссертацию на тему: «Тотальная церебральная ангиография»
В 1977 году  защитил докторскую диссертацию, тема: «Функциональная церебральная ангиография».
С 1979 года  руководитель отделения рентгенохирургических методов диагностики и лечения «Научно-исследовательский институт нейрохирургии имени академика Н. Н. Бурденко».
В 1985 году  присвоено учёное звание профессора.
В 2000 году избран членом-корреспондентом РАМН.
В 2005 году  избран академиком РАМН.
В 2013 году стал академиком РАН (в рамках присоединения РАМН и РАСХН к РАН).

## Научная деятельность
Специалист в области рентгенохирургических методов диагностики.
Ведет научные исследования в следующих областях: проблемы нейрорентгенологии, нейроонкологии, черепно-мозговой травмы, организации нейрорентгенологической помощи.
Впервые разработал и внедрил в клиническую практику принципиально новый метод в изучении физиологии и патофизиологии мозгового кровообращения — функциональную церебральную ангиографию, усовершенствовал метод катетеризационной ангиографии.
Первым внедрил в нейрохирургическую практику и в дальнейшем комплексно изучает возможности высокотехнологичных диагностических методов (компьютерная томография и магнитно-резонансная томография).
Автор более 450 опубликованных научных работ, в том числе 11 монографий, 4-х изобретений.  Автор (совместно с И.Прониным) монографии «Диагностическая нейрорадиология» — уникального издания по лучевой нейровизуализации.
Под его руководством защищены более 40 кандидатских и 3 докторские диссертации.

## Общественная деятельность
Член учёного совета НИИ нейрохирургии им. Н.Н.Бурденко.
Член редакционной коллегии журнала «Лучевая диагностика и терапия», г. Санкт-Петербург.
Президент региональной общественной организации «Национальное общество нейрорадиологов».

## Награды
- Орден «Знак Почёта»
- Медаль ордена «За заслуги перед Отечеством» II степени (2002)[11]
- Государственная премия Российской Федерации (в составе группы, за 1995 год) — за разработку и внедрение в практику патогенетически обоснованных методов диагностики, прогноза и лечения черепно-мозговой травмы и её последствий[12]
- Премия Правительства Российской Федерации (в составе группы, за 2006 год) — за разработку и внедрение в практику комплекса методов реконструктивной и минимально инвазивной нейрохирургии при посттравматической патологии черепа и головного мозга в условиях мирного времени и военных конфликтов[13]
- Заслуженный деятель науки Российской Федерации (1997)[14]
- Медаль «В память 850-летия Москвы» (1997)[5]
- Премии имени академика Н. Н. Бурденко (1988) — за совместную с А. Н. Коноваловым монографию «Компьютерная томография в нейрохирургической клинике»[5]
- Премии имени академика Н. Н. Бурденко (2010) — за совместное с И. Н. Прониным трехтомное руководство по нейрорентгенологии «Диагностическая нейрорадиология», изданное в 2009 году в России и за рубежом (издательство «Springer»)[5]